# 郡山ビューホテルアネックス
郡山ビューホテルアネックス（こおりやまビューホテルアネックス、英: Koriyama View Hotel Annex）は、福島県郡山市にあるホテル。郡山ビューホテル株式会社が運営する。

## 概要
郡山駅西口の駅前大通りとなかまち夢通りのスクランブル交差点の角に立地する。客室はシングル、ダブル、ツインのほか、スイートルームや、和洋室など156室を有する。
下層階には大和証券や魚民などのテナントが入居している他、過去にはマハラジャ (ディスコ)も出店していた。
NPO法人地域活性化支援センターにより恋人の聖地サテライトに指定されている。
大規模な宴会場があることなどからイベント会場として使用されることも多く、毎年2月に市内の酒蔵が参加して行われる「新酒まつり」ではほぼ毎年、会場となっている。
なお、近くのなかまち夢通り沿いには、郡山ビューホテルがある。

## 沿革
- 1988年（昭和63年）11月 : 郡山国際ホテルとして開業。
- 1991年（平成3年）　7月 : 郡山ビューホテルアネックスに名称変更。
- 2005年（平成17年）12月 : 1Fグランドフロアリニューアル。
- 2006年（平成18年） 4月 : 13Fレストランリニューアル。
- 2007年（平成19年） 9月 : 4F宴会場リニューアル。
- 2016年（平成28年）12月 : 全客室をリニューアル。

## 施設
最大500名規模の立食パーティやセミナーなどが開催可能な宴会場、ウェディング用のチャペルや神殿の他、レストランがある。

### 客室
- 総客室数：156室

### 宴会場
- 4F 大宴会場「花勝見」 - 面積662㎡（200坪）天井高5.6mの宴会場（2分割可能）
- 4F 中宴会場「山桜」 - 面積173㎡（52坪）ほぼ正方形の宴会場（2分割可能）
- 3F 大宴会場「雲水峰」 - 面積310㎡（94坪）本チーク材を使ったフローリング床が特徴の宴会場（2分割可能）
- 3F 中宴会場「麓山」 - 面積265㎡（80坪）全体を白の素材で統一した宴会場（3分割可能）
- 3F 貴賓室「華」 - 面積60㎡（18坪）あらたまった席、会食に適した個室

### 結婚式場
- チャペル「ローザ」-「バラ」のステンドグラスが正面にあるチャペル。
- 「館内神殿」-　郡山の総鎮守安積國造神社の神様を祭る神殿。
- 1F ブライダルサロン「ティアラ」
- 5F ドレスショップ「フェリーチェ・ヴィータ」
- 5F 美容室

### レストラン＆バー
- 6F 日本料理「舟津」- 懐石料理を中心としたレストラン。
- 1F カジュアルダイニング「spoon」- 手作りにこだわる洋食レストラン。
- 1F ティールーム「茶々」-　1階エントランスホール横にあるティールーム。

## 交通アクセス
位置情報
- 北緯37度23分53.2秒 東経140度23分3.3秒

自動車利用
- E4東北自動車道 郡山ICより約20分。
- E4東北自動車道 本宮IC より約25分。
- E4東北自動車道 郡山南IC より約25分。
- E4東北自動車道 須賀川IC より約30分。
- E49磐越自動車道 郡山東IC より約20分。

鉄道利用
- 東日本旅客鉄道（JR東日本）東北新幹線・東北本線 郡山駅より、徒歩約5分。

飛行機利用
- 福島空港より、「郡山駅行き」リムジンバス乗車で約40分。